# Matilde Rivera
Matilde Rivera (n. Brasil - f. Buenos Aires, 1972) fue una actriz de cine y teatro de la época dorada de la cinematografía argentina.

## Biografía
Matilde Rivera nació ocasionalmente en Brasil. Fue hija de Matilde Rutz y de Arturo Rivera, y hermana de Ernesto Giménez. También era sobrina nieta de la primera actriz Matilde Duelós por vía de su hermano Gonzalo Rivera. Desde muy chica se sintió atraída por la actuación y se enfocó desde un principio en el teatro.
Fue una destacada actriz teatral que participó en algunas películas con importantes roles de apoyo.

## Carrera
Trabajó tanto en cine como en teatro con los más destacados intérpretes del momento como fueron el maestro Elías Alippi, Florencio Parravicini, Blanca Podestá, Tita Merello, Rosa Rosen, Ángel Magaña, Maruja Gil Quesada, Carlos Perelli, Héctor Quiroga, Roberto Fugazot, Rosa Catá, Berta Gangloff, María Vargas, María Luisa Robledo, Pedro Aleandro, entre muchos otros.

## Vida privada
Rivera estuvo casada por muchos años con el también actor y director teatral Dionisio Russo (más conocido como Enrique de Rosas) (1898-1948). Fruto de esta unión nació su hijo varón y director de cine Enrique de Rosas (hijo)
La actriz Matilde Rivera falleció en Buenos Aires tras una larga enfermedad en 1972.

### Filmografía
- 1937: Cadetes de San Martín
- 1944: Cuando la primavera se equivoca
- 1945: Allá en el setenta y tantos
- 1950: ¿Vendrás a medianoche?
- 1951: Los isleros[2]

### Televisión
- 1956: Teatro de la noche / Teatro del lunes
- 1960: La vida íntima de TV (Tía Verónica), junto con Blanca del Prado, Rolando Dumas y Miguel Segovia.[3]
- 1960:Demasiados testigos… para nada, junto con Fernando Siro y Elena Cruz.

### Teatro
Matilde Rivera fue una actriz apasionadamente teatral. Trabajó en la Compañía de Elías Alippi, junto con Camila Quiroga, Carlos Morganti y Gregorio Cicarelli, donde interpretó dramas criollos como Calandria, Santos Vega y Martín Fierro.
En 1915 integró la "Compañía Dramática Rioplatense", organizada por Alfredo Duhau, y junto a actrices como Camila Quiroga, Ada Cornaro, Rosa Catá,  y actores como Enrique Arellano, Enrique de Rosas, Francisco Aranaz, José Campomayor, Augusto Zama y el dúo Carlos Gardel y José Razzano.
A mediados de 1918 ya había formado su propia compañía teatral junto a su marido también actor, bajo el rótulo "T. Sintético (Gran Guignol. Pochades. Tragedias)", donde actuó en varios espectáculos como:
- Noche trágica
- La obsesión
- Crimen de amor
- Hacia el polo
- La atroz voluptuosidad
- Él
- La paz en casa
- La cadena de oro
- El suplicio de Tantálo

En 1919 hizo temporada en el teatro Politeama con una pieza de tres actos titulada La montonera de José A. Saldías. Luego le sigue la obra Madre tierra de Alejandra Berutti.
En 1923 trabajó junto al famoso dúo Carlos Gardel - José Razzano en la obra Barranca abajo. Con estos músicos hizo exitosas presentaciones en el exterior del país, sobre todo en España (Madrid), debutando en el Teatro Apolo de Madrid, y  Uruguay (Montevideo),. Se presentaron en el Teatro Benito Pérez Galdós de Las Palmas de Gran Canaria, entre otros teatros españoles.
En 1924 regresan a Buenos Aires donde estrenan Gualicho una obra de tres actor de Enrique García Velloso. También en ese año hizo La copa del olvido.
En 1925 la compañía hace giras en España, Portugal e Italia, presentando en 1926, la obra La máscara y el rostro de Luigi Chiarelli, convirtiéndose en la primera compañía teatral en trabajar en Italia.
En 1927 cuando la presencia de Pirandello repercute en la cartelera de Buenos Aires, presentan Seis personajes en busca de autor en versión de Donato Chiachio.
En 1929 hizo Amo a una actriz, una comedia de tres actos que se presentó en Madrid. Entre el elenco estaban Maruja Gil Quesada, Mario Soffici, Pura Almadén, Ricardo de Rosas, Pilar Gómez y María Angélica Sarobe.
En 1935 trabajó en las piezas Tovartich y Los hermanos Karamazou en el Teatro Ateneo.
Posteriormente, Rivero, formó una Compañía junto a Homero Cárpena, en donde presentó la función Si me das un beso, te digo que sí, interpretada por Nelly Prince.
En 1950 trabajó  en  La Heredera de Henry James, junto con Ricardo Galache, José María Gutiérrez, Aurelia Ferrer, Blanca Tapia, Adriana Alcock, Fernando Labat, Julia Sandoval y Rosa Rosen. Se estrenó en el Teatro Imperio.
Otras obras en la que participó fueron:
- El pato silvertre
- Juegos de amor
- Peluqueros de señoras
- Una esperanza fallida (1945), con Berta Singerman, Gilberto Peyret, José Maurer, Concepción Ríos y Pascual Nacaratti.
- Fin de mes (1945), con la Compañía de Pepe Arias.
- Rodríguez (Supernumerario) (1945).
- Primerose
- La salamanca
- Los intereses creados
- El tiempo y los Conway de Priestley, con Ángela Gómez, Alicia Blanco, Beatriz Iribart, Hebe Verna, Amalia Salnitri, Gatica y Castro.

## Fotonovelas
- No jures por la luna con Duilio Marzio y Graciela Borges.